# تدخل الحلفاء في الحرب الأهلية الروسية
تألف تدخل الحلفاء في الحرب الأهلية الروسية من سلسلة من الحملات العسكرية متعددة الجنسيات التي بدأت في عام 1918. تمثلت أهدافهم في مساعدة الفيلق التشيكوسلوفاكي، وتأمين إمدادات الذخيرة والأسلحة في الموانئ الروسية، وإعادة تأسيس الجبهة الشرقية. تمكن الفيلق التشيكوسلوفاكي في بعض الفترات بين عامي 1918 و1920 من السيطرة على كامل السكك الحديدية العابرة لسيبيريا والعديد من المدن الرئيسية فيها.
هدفت هذه التدخلات الصغيرة بصورة جزئية إلى منع ألمانيا من استغلال الموارد الروسية، وهزيمة القوى المركزية، وبدرجة أقل، دعم بعض قوات الحلفاء التي حوصرت داخل روسيا بعد الثورة البلشفية. وصلت قوات الحلفاء في أرخانغلسك وفلاديفوستوك في سياق حملة شمال روسيا.
أُعيقت جهود الحلفاء بسبب انقسام الأهداف والإنهاك الحربي نتيجة الصراع العالمي الشامل. أدت هذه العوامل، إلى جانب إخلاء الفيلق التشيكوسلوفاكي في سبتمبر 1920، إلى إجبار قوات الحلفاء على إنهاء تدخلاتها في شمال روسيا وسيبيريا في عام 1920، مع أن التدخل الياباني في سيبيريا استمر حتى عام 1922 واستمرت إمبراطورية اليابان في احتلال النصف الشمالي من سخالين حتى عام 1925.

## الخلفية

### الثورة
وجدت الإمبراطورية الروسية نفسها ممزقةً في أوائل عام 1917 نتيجة الصراع السياسي، ليتضاءل التأييد الشعبي للحرب العالمية الأولى والقيصر نيقولا الثاني، ما جعل البلاد على شفا قيام ثورة. أثرت ثورة فبراير 1917 على مسار الحرب؛ تنازل القيصر عن عرشه (16 مارس [3 مارس حسب النمط القديم] 1917) تحت ضغط سياسي وشخصي مكثف، وتشكلت حكومة روسيا المؤقتة بقيادة غيورغي لفوف (مارس إلى يوليو 1917) ولاحقًا ألكسندر كيرينسكي (يوليو إلى نوفمبر 1917). تعهدت الحكومة المؤقتة بمواصلة قتال الألمان على الجبهة الشرقية.
استمرت دول الحلفاء بشحن الإمدادات إلى روسيا منذ بداية الحرب في عام 1914 عبر موانئ أرخانغلسك ومورمانسك (التي تأسست عام 1915) وفلاديفوستوك. دخلت الولايات المتحدة الحرب إلى جانب الحلفاء في أبريل 1917، إذ تخلى الرئيس الأمريكي وودرو ويلسون عن تحفظاته بشأن الانضمام إلى الحرب واتخاذ القيصر المستبد حليفًا له، وبدأت الولايات المتحدة بتقديم الدعم الاقتصادي والتقني لحكومة كيرينسكي.
فقدت الحرب شعبيتها في صفوف الجماهير الروسية، ونمت الاضطرابات السياسية والاجتماعية، بالتزامن مع ازدياد الدعم المقدم للحزب البلشفي الماركسي المناهض للحرب وقائده فلاديمير لينين. تمرد عدد كبير من الجنود العاديين ضد الجيش الإمبراطوري الروسي أو فروا من الخدمة. بدأ هجوم كيرينسكي في 1 يوليو [18 يونيو حسب النمط القديم] 1917، لكن الألمان والنمساويين-المجريين هاجموا القوات الروسية وهزموها. أدى ذلك إلى انهيار الجبهة الشرقية. بات الجيش الروسي المحبط واقفًا على حافة التمرد وكان معظم الجنود قد هجروا الخطوط الأمامية. عيّن كيرينسكي لافر كورنيلوف بدلًا من أليكسي بروسيلوف بصفة القائد الأعلى للجيش (19 يوليو 1917).
حاول كورنيلوف إقامة دكتاتورية عسكرية من طريق تنفيذ انقلاب (10 سبتمبر [27 أغسطس حسب النمط القديم] 1917)؛ حصل على دعم الملحق العسكري البريطاني في بتروغراد بقيادة العميد ألفريد نوكس، واتهم وكيرينسكي نوكس بإنتاج دعاية مؤيدة لكورنيلوف. ادعى كيرينسكي أيضًا أن اللورد ميلنر، عضو مجلس وزراء الحرب البريطاني، قد كتب له رسالة تعبر عن دعمه لكورنيلوف. شارك في الانقلاب الفاشل سرب من السيارات المدرعة البريطانية بقيادة أوليفر لوكر لامبسون الذي ارتدى الزي العسكري الروسي. أدت ثورة 25 أكتوبر [7 نوفمبر حسب النمط القديم] 1917 إلى الإطاحة بحكومة كيرينسكي المؤقتة وتولي البلاشفة السلطة.

### خروج روسيا من الحرب
غزت قوات القوى المركزية روسيا في أوائل عام 1918، واحتلت أراضي واسعة وهددت بالاستيلاء على موسكو وفرض أنظمة حكم مُذعِنة. أراد لينين عقد صفقة مع ألمانيا لكنه فشل في الحصول على موافقة مجلسه حتى أواخر فبراير. في محاولة يائسة لإنهاء الحرب، وتطبيقًا لوعدوهم المطروحة في شعارهم «السلام، الخبز، الأرض»، وقعت جمهورية روسيا الاتحادية الاشتراكية السوفيتية على معاهدة برست ليتوفسك (3 مارس 1918)، لتضع حدًا لإراقة الدماء. شعرت دول الحلفاء بالخيانة وانقلبت على النظام الجديد، وساعدت أعدائها «البيض» وقوات الإنزال لمنع وصول الإمدادات الروسية إلى ألمانيا.[تحقق من المصدر]
ألغت الخيانة كل التحفظات التي أبدتها دول الحلفاء حول الإطاحة بالبلاشفة. وفقًا لوليام هنري تشامبرلين: «فكر المسؤولون في داوننغ ستريت بوضع منطقة القوقاز تحت الحماية، بينما فكر أولئك في كي دورسيه بالمثل لكن مع فرض حمايتهم على شبه جزيرة القرم وبيسارابيا وأوكرانيا»، حتى قبل توقيع برست ليتوفسك، وبدأوا بالتفاوض على صفقات لتمويل الجنرالات البيض بهدف تحقيق هذه المساعي. حاول آر. إتش. بروس لوكهارت وعميل بريطاني آخر ومسؤول فرنسي في موسكو تنظيم انقلاب من شأنه الإطاحة بالنظام البلشفي، لكنهم تعاملوا مع عملاء مزدوجين ومن ثم كُشف أمرهم واعتُقلوا. تتمثل إحدى الأسباب الأخرى الكامنة خلف الدعم الفرنسي والبريطاني للبيض في الرغبة بحماية الأصول التي حصلوا عليها نتيجة الاستثمار المكثف في روسيا القيصرية.

### الفيالق التشيكوسلوفاكية

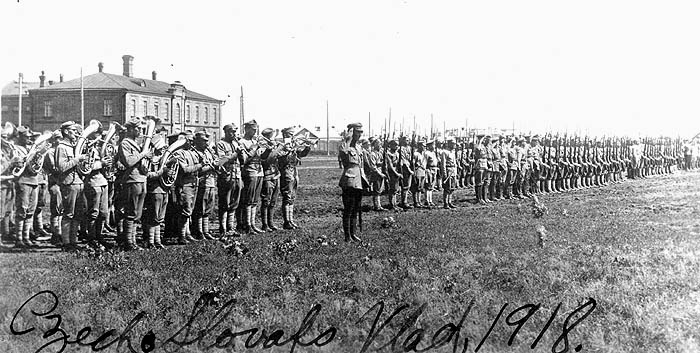
القوات التشيكوسلوفاكية في فلاديفوستوك (1918)

سيطر الفيلق التشيكوسلوفاكي في إحدى الفترات على معظم خطوط سكة الحديد العابرة لسيبيريا وجميع المدن الرئيسية فيها. كان السجناء النمساويون المجريون من جنسيات مختلفة. انضم بعض أسرى الحرب التشيكوسلوفاكيين للجيش الروسي. لطالما رغب التشيكوسلوفاكيون في إنشاء دولتهم المستقلة، وساعد الروس على إنشاء وحدات تشيكوسلوفاكية خاصة (الفيالق التشيكوسلوفاكية) لمحاربة قوى المركز.
كفل توقيع معاهدة بريست ليتوفسك إعادة أسرى الحرب إلى أوطانهم. صرح البلاشفة في عام 1917 أنه إذا ظلت الجيوش التشيكوسلوفاكية محايدة ووافقت على مغادرة روسيا، فسيتم منحها ممرًا آمنًا عبر سيبيريا في طريقها إلى فرنسا عبر فلاديفوستوك للقتال مع قوات الحلفاء على الجبهة الغربية. سافرت الفيالق التشيكوسلوفاكية عبر سكة الحديد العابرة لسيبيريا إلى فلاديفوستوك. على أي حال، اندلع القتال بين الفيلق والبلاشفة في مايو 1918.

## القوى الأجنبية عبر روسيا
أعداد جنود الحلفاء الذين كانوا موجودين في المناطق المشار إليها في روسيا:
- هبط 600 جندي من القوات الفرنسية والبريطانية في أرخانجيلسك.[10]
- عدد من القوات البريطانية في فلاديفوستوك
- عدد من القوات الرومانية في بيسارابيا
- 23,351 جندي يوناني، انسحبوا بعد ثلاثة أشهر (جزء من فيلق الجيش الأول تحت قيادة الجنرال كونستانتينوس نيدر، الذي يضم فرقتين من المشاة الثاني والثاني عشر، في شبه جزيرة القرم، وحول أوديسا وخيرسون)[11]
- 13000 أمريكي (في مناطق أرخانجيلسك وفلاديفوستوك)[12][13]
- 11,500 استوني في شمال غرب روسيا[14]
- 2500 إيطالي (في منطقة أرخانجيلسك وسيبيريا)[15]
- 2,300 صيني (في منطقة فلاديفوستوك)[16]
- 150 أستراليا (معظمهم في مناطق أرخانجيلسك)[17]
- 15000 جندي ياباني في المنطقة الشرقية
- 4,192 كندي في فلاديفوستوك، 600 كندي في أرخانجيلسك[18]

## انسحاب الحلفاء
انسحبت قوات الحلفاء في العام 1920. بقي اليابانيون في المقاطعات البحرية في الشرق الأقصى الروسي حتى العام 1922 وفي شمال سخالين حتى العام 1925، عندما أجبر النجاح العسكري للجيش الأحمر اليابان على الانسحاب من روسيا.

## التقييم من قبل المؤرخين
كان التقييم التاريخي للتدخل سلبيًا عالميًا. كتب فريدريك إل. شومان أن نتائج الحملة «كانت تسميم العلاقات بين الشرق والغرب إلى الأبد بعد ذلك، والإسهام بشكل كبير في أصول الحرب العالمية الثانية و»الحرب الباردة «اللاحقة، ولإصلاح أنماط الشك والكراهية على حد سواء. هناك بعض الأطراف التي تهدد حتى الآن الكوارث الأسوأ في الوقت المستقبلي.» وقد لخص بعض المؤرخين الحديثين التدخل كالتالي: «التأثير المباشر للتدخل كان لإطالة أمد الحرب الأهلية الدموية، وبالتالي تكلف الآلاف الأرواح الإضافية وعرض الدمار الهائل على مجموعة مجتمعية مدمرة بالفعل».